# Tusculum

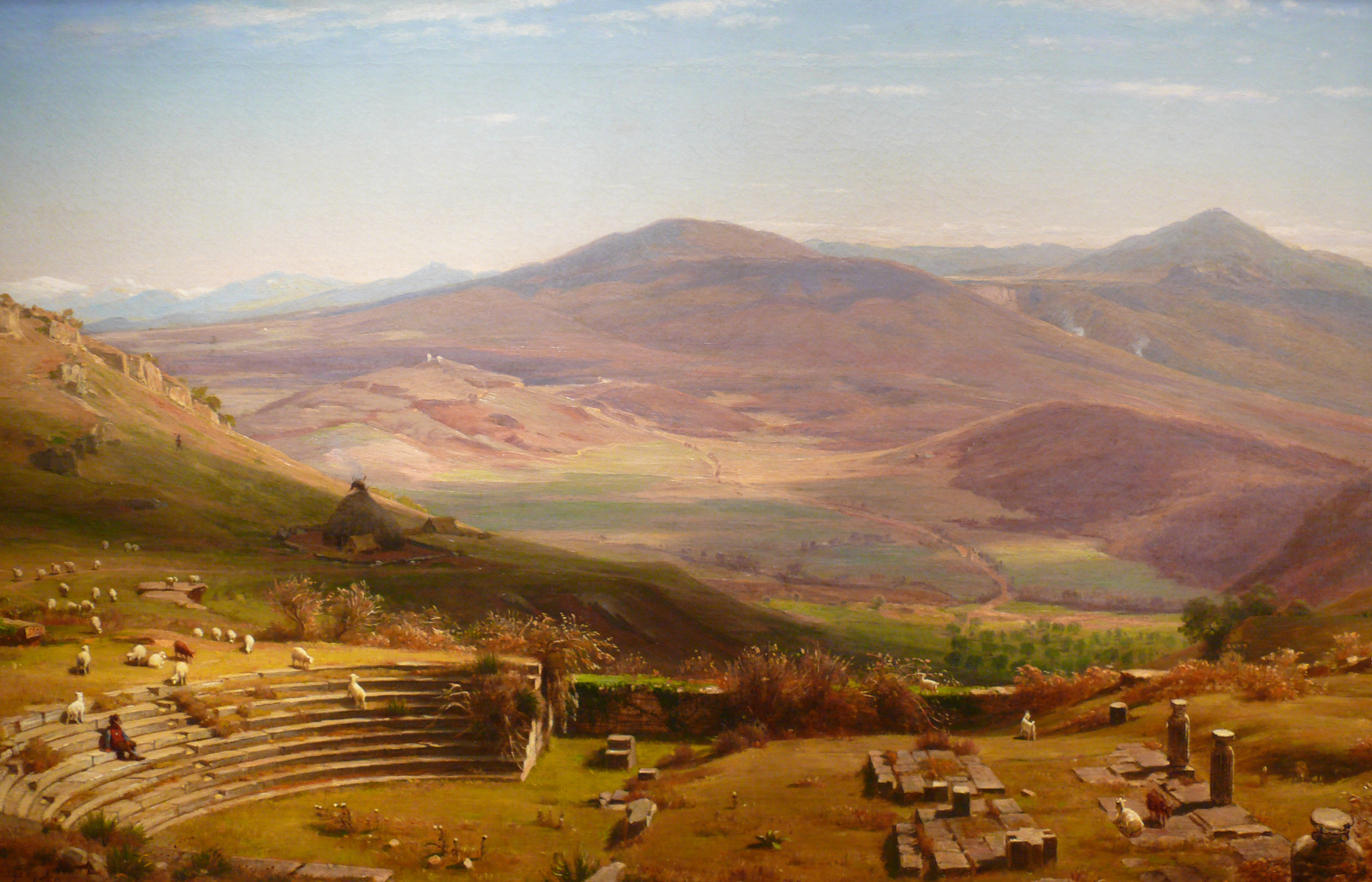
Das Theater von Tusculum vor den Albaner Bergen (von Thomas Worthington Whittredge, 1860)

Tusculum war im Altertum und Mittelalter eine Stadt in Latium, südöstlich von Rom in den Albaner Bergen, in deren Umgebung in der Antike reiche Römer wohnten. 
Die Ausgrabungen der antiken Stadt befinden sich auf dem Monte Tuscolo oberhalb des heutigen Frascati, im Gemeindegebiet von Grottaferrata.

## Antike

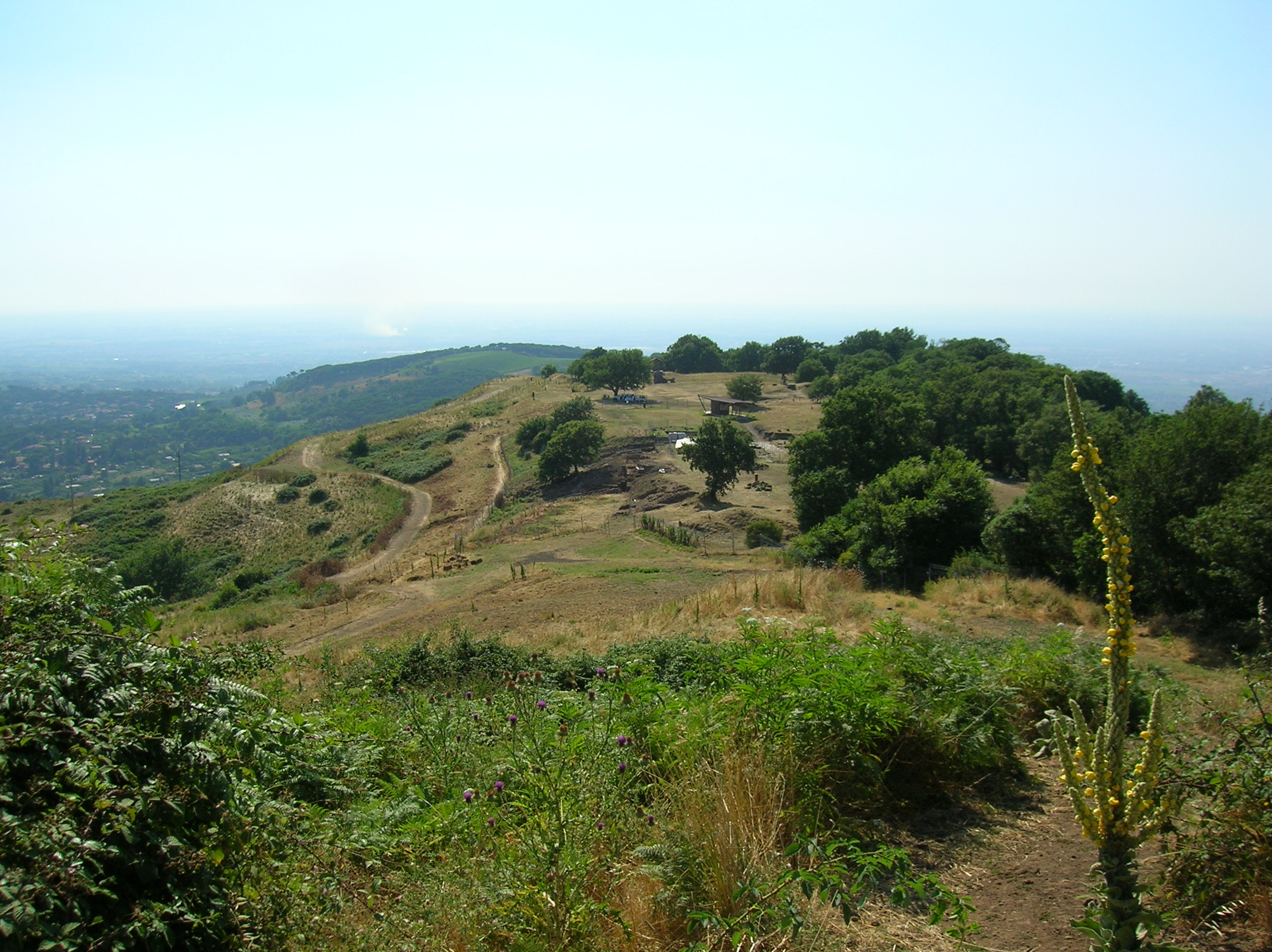
Ausblick vom Hügel von Tusculum, rechts die Ausgrabungen

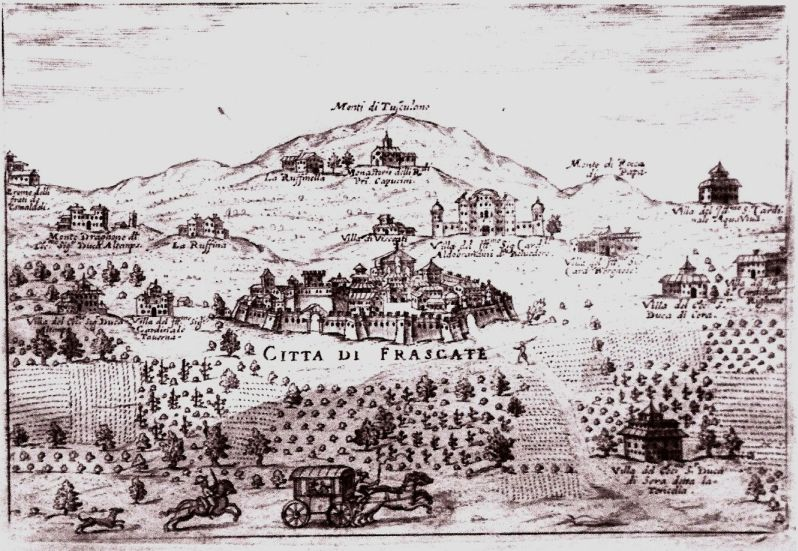
Der Berg von Tusculum über Frascati, dazwischen die Villa Aldobrandini (um 1600)

Der Name Tusculum leitet sich vermutlich vom lateinischen Namen für die Etrusker (lateinisch Etrusci, Tusci) ab. Nach der Niederlage der Tarquinier am Regillus lacus um 496 v. Chr. schloss sich Tusculum den Römern an und erhielt 379 v. Chr. als municipium sine suffragio römisches Bürgerrecht, allerdings ohne einer Tribus zugeordnet zu sein und damit ohne Stimm- und Wahlrecht in der römischen Gesamtgemeinde. Am Latinerkrieg (340–338 v. Chr.) beteiligte sich Tusculum gegen Rom, wurde aber nach seiner Niederlage mild behandelt und erhielt das volle Bürgerrecht. Der Volkstribun M. Flavius soll 323 v. Chr., 15 Jahre nach dem Ende des Latinerkrieges, einen Gesetzesantrag an die Volksversammlung gestellt haben, sämtliche männliche Bevölkerung der Stadt hinrichten und die Frauen und Kinder als Sklaven verkaufen zu lassen. Tatsächlich kam es im Anschluss auch zu einer Abstimmung, die jedoch gegen den Antrag ausfiel. Trotz des Bürgerrechts waren die Tusculaner als „Neubürger“ dem Wohlwollen und Willen der „Altbürger“ ausgesetzt. Letztere besaßen politische Partizipation, die erstere erst im Laufe der nächsten Jahrzehnte erhielten.
In der Umgebung von Tusculum lagen seit der späten Republik die Villen vornehmer Römer, zum Beispiel von Lucullus, Caesar, Hortensius Hortalus, Cato, Marius, und namentlich Ciceros berühmtes „Tusculanum“, auf das er sich in seiner Schrift Tusculanae disputationes („Gespräche in Tusculum“) bezieht.

## Mittelalter:Grafschaft Tusculum
Im 10. bis 12. Jahrhundert bestand mit der Hauptstadt Tusculum die Grafschaft Tusculum, deren herrschende Familie aus dem römischen Patriziat stammte und nach ihrem Sitz Tuskulaner genannt wurde.
Diese erlangte nach langen Kämpfen mit den Crescentiern im 11. Jahrhundert die Macht in Rom, wo sie zwischen 1012 und 1045 drei Päpste stellte (Benedikt VIII., Johannes XIX. und Benedikt IX.).
1167 kam es bei Tusculum zur Schlacht von Tusculum, in der Christian I. von Buch und Rainald von Dassel mit ihren Rittern eine Überzahl römischer Truppen besiegten.
Nachdem im Jahr 1191 Papst Coelestin III. und der designierte Kaiser Heinrich VI. Frieden geschlossen hatten, wurde die Stadt Tusculum von den Römern zerstört. Ihre Trümmer (Amphitheater, Theater, Burg) liegen östlich oberhalb Frascati, das von den vertriebenen Einwohnern Tusculums gegründet wurde.
Grafen von Tusculum
- Theophylakt I., † 915/924, Graf von Tusculum
- Johannes Crescentius, päpstlicher Kämmerer (Vestararius), Graf von Tusculum als Ehemann der Theodora II. von Tusculum (* 897; † um 950)
- Gregor I., * um 935, † vor 2. Juni 1013, Graf von Tusculum, Consul und Dux
- Theophylakt II., * um 980, † 9. April 1024, dessen Sohn, Graf von Tusculum bis 1012, als Benedikt VIII. Papst von 1012–1024
- Romanus, † 6. November 1032, dessen Bruder, Graf von Tusculum, als Johannes XIX. Papst 1024–1032
- Alberich III., * um 975, † 1032/1044, dessen Bruder, Graf von Tusculum, Consul und Dux
- Gregor II., * um 1000, † 1054, dessen Sohn, Graf von Tusculum
- Johannes, dessen Sohn, Graf von Tusculum
- Theophylakt III., † Ende 1055, Bruder Gregors II., Graf von Tusculum, als Benedikt IX. Papst von 1032–1048
- Guido, dessen Bruder, Graf von Tusculum
- Johannes, † nach 1073, dessen Sohn, Graf von Tusculum, Bischof von Velletri, als Benedikt X. Gegenpapst 1058–1059
- Petrus I. * um 1000, Bruder Guidos, Graf von Tusculum
- Oktavian, dessen Bruder, Graf von Tusculum
- Tolomeo I., † 1126, Graf von Tusculum
- Tolomeo II., † 1153, dessen Sohn, Graf von Tusculum, ⚭ 1117 Bertha, eine uneheliche Tochter des Kaisers Heinrich V. (Salier)
- Gionata, dessen Sohn, Graf von Tusculum

## Söhne der Stadt
- Marcus Porcius Cato Censorius (* 234 v. Chr.; † 149 v. Chr.), genannt Cato der Ältere, römischer Feldherr, Historiker, Schriftsteller und Staatsmann.
- Petrus von Tusculum († 1049), Kardinalbischof von Silva Candida

## Tusculaner Villen

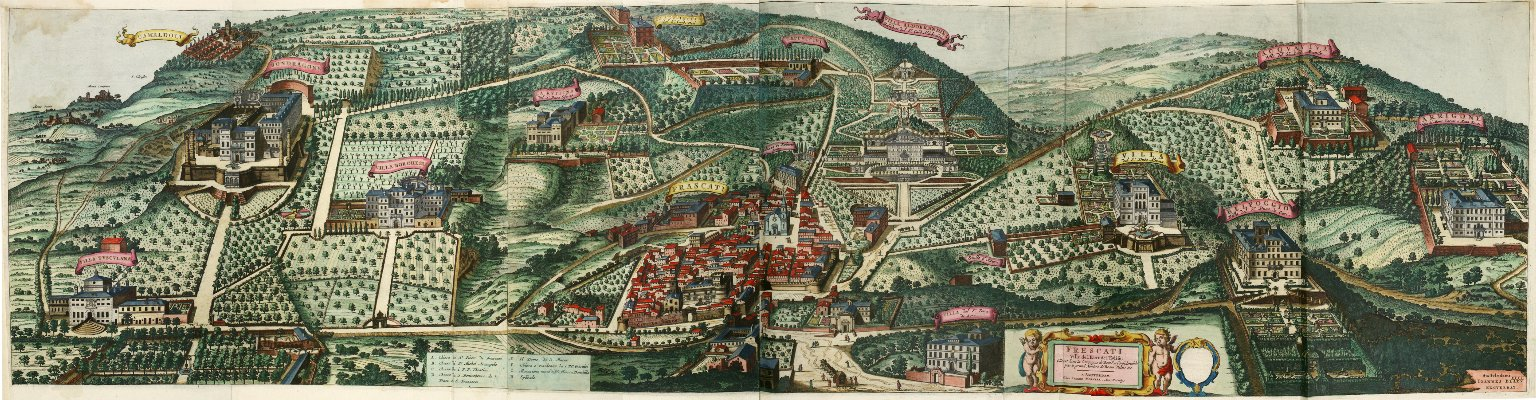
Die 12 Tusculaner Villen, von Matteo Greuter (1620)

Bereits in der Antike errichteten Angehörige des römischen Adels Villen in der Nähe von Tusculum am Fuße des gleichnamigen Berges und schätzten die Nähe zur Stadt und das milde und angenehme Klima. Seit der Renaissance wurde das Gebiet erneut von einer Wiederbelebung der Villen geprägt: Tatsächlich wählte der Päpstliche Adel des Kirchenstaates, angezogen von denselben Attraktionen, das Gebiet als Ferienort. Aus ursprünglichen Landhäusern, umgeben von Feldern und Wäldern, wurden echte Adelspaläste, gestaltet von bekannten Architekten und Künstlern des 16. und 17. Jahrhunderts. Architektonische Szenografie und zahlreiche Wasserspiele schufen hier neue Typen des Italienischen Gartens. Sie befinden sich auf den Gebieten der Gemeinden Frascati, Monte Porzio Catone und Grottaferrata.
| Bild | Name                                        | Heutige Nutzung                           | Gemeinde            |
| ---- | ------------------------------------------- | ----------------------------------------- | ------------------- |
|      | Villa Aldobrandini                          | Privat (Familie Aldobrandini)             | Frascati            |
|      | Villa Falconieri                            | Öffentlich (Accademia Vivarium Novum)     | Frascati            |
|      | Villa Lancellotti                           | Privat (Familie Lancellotti)              | Frascati            |
|      | Villa Sciarra                               | Öffentlich (Istituto Villa Sciarra)       | Frascati            |
|      | Villa Sora (Frascati)                       | Privat (Salesianerkolleg Villa Sora)      | Frascati            |
|      | Villa Torlonia                              | Öffentlich (Gemeinde Frascati)            | Frascati            |
|      | Villa Rufinella (auch: Villa Tuscolana)     | Privat (Hotel)                            | Frascati            |
|      | Villa Mondragone                            | Öffentlich (Universität Tor Vergata)      | Monte Porzio Catone |
|      | Villa Parisi (vormals Altemps und Borghese) | Privat (Familie Parisi)                   | Monte Porzio Catone |
|      | Villa Vecchia                               | Privat (Hotel)                            | Monte Porzio Catone |
|      | Villa Grazioli                              | Privat (Hotel)                            | Grottaferrata       |
|      | Villa Muti                                  | Gemeinde Grottaferrata (nicht öffentlich) | Grottaferrata       |

## Nachleben
Der Begriff Tusculum war in der Zeit um 1900 ein beliebter Name für Villen, behagliche Wohnsitze oder Lieblingsaufenthalte.